# ニュー・ディヴァイド
「ニュー・ディヴァイド」（New Divide)は、アメリカ合衆国のロックバンド、リンキン・パークが2009年に発表したシングル。トランスフォーマー/リベンジの主題歌で、同映画のサウンドトラックに収録されている。

## 概要
「ワット・アイヴ・ダン」に続き、トランスフォーマー作品の主題歌となった。機械をテーマにした効果音が2番の後にあり、映画の内容を感じさせる曲になっている。リリース以降ライヴの定番曲となった。

## ミュージックビデオ
ジョー・ハーンが監督。最先端のデジタルテクニックを使った、映画との関連性のあるものである。

## セールス
USビルボード最高6位、全英最高19位。カナダやオーストラリア、ドイツ、イタリアなど多くの国でヒットした。